# Трифторметансульфокислота
Трифторметансульфокислота — первый представитель перфторированных органических сульфокислот.

## Получение
В лаборатории получают окислением трифторметилмеркаптида ртути до трифторметансульфоната ртути, с последующим вытеснением кислоты сероводородом.
В промышленности получают электрохимическим способом из метансульфоновой кислоты CH₃SO₃H или метансульфохлорида CH₃SO2Cl.

## Свойства
Очень сильная кислота (суперкислота). Её соли - трифторметансульфонаты (трифлаты). Обычно выглядит как бесцветная или слегка желтоватая жидкость, с водой смешивается в любых соотношениях. Безводная кислота крайне гигроскопична. Имеет показатель кислотности Гаммета H0 = −14,1. Добавлением пентафторида сурьмы кислотность может быть усилена до −16,8.
Образует моногидрат с температурой плавления 34 °C.

## Применение
Катализатор электрофильных реакций.